# 웨딩드레스

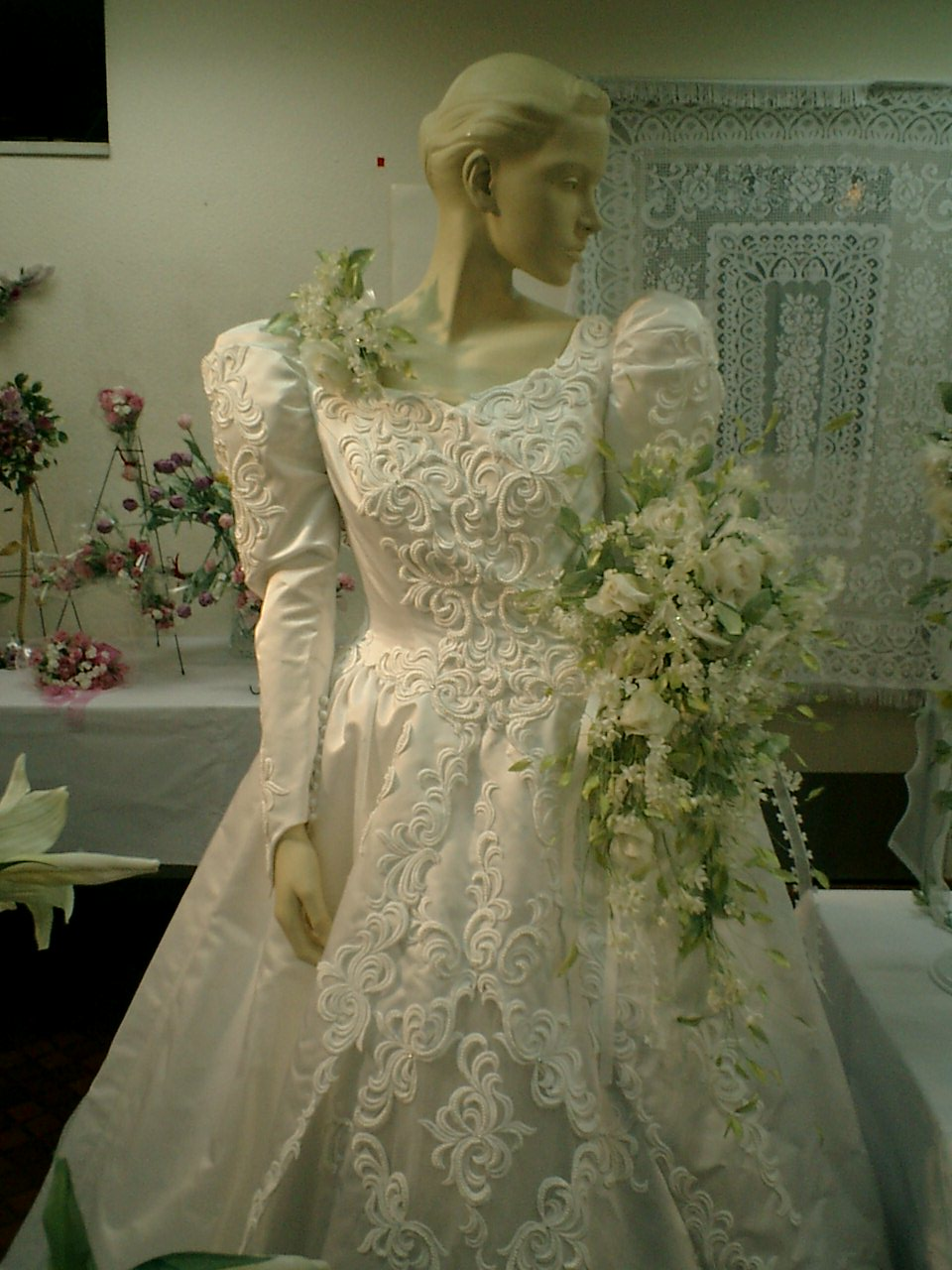
웨딩드레스

웨딩드레스(Wedding dress)는 서양의 결혼식을 치르는 신부가 착용하는 의류이다.
일반적으로 결혼식을 치르는 신부는 구입하지 않고 대여해서 착용하는데, 사실상 결혼식을 평생 1번만 하기 때문에 이후에 착용할 일이 없어서 경제적 절감을 위해서이다.

## 역사
기원은 로마 제국의 시대로 거슬러 올라간다. 유럽에 기독교가 보급되면서 결혼식은 교회에서 행해지게 되어, 그 때 왕족이나 귀족의 신부가 혼인 의례용으로 착용한 의상이 웨딩 드레스의 시작이었다. 중세에는 종교상 의식옷(검은 드레스와 흰색 베일)이 사용되고 있었지만, 16세기 이후 영국과 프랑스 등 유럽에서 신부의 순결과 권력을 강조하고 그 사실을 증명하기 위해 결혼식 때 흰 옷을 입는 풍습이 생기기 시작했다. 표백기술이 부족하던 당시에는 하얀색 옷은 관리가 힘들고 고가였기 때문에 다양한 색의 웨딩드레스가 있었고 흰 옷을 입는 것은 부의 상징이였다. 또한 비이상적인 믿음이 쉽게 유포되던 당시에는 순결하지 못한 신부가 흰색의 옷을 입으면 그 색이 변한다고 믿었다. 하지만 이러한 노골적인 처녀성에 대한 공개여부를 놓고 흰색의 웨딩드레스를 둘러싼 순결에 대한 논란은 무려 약 150년간 계속되었다. 하지만 1813년 프랑스 잡지 '주르날 데 담(journal des Dames)'에 흰색 웨딩 가운과 베일을 담은 그림이 최초로 실리면서 현대적 웨딩드레스의 기본 스타일이 제시되었고 1884년에 빅토리아 여왕이 흰색 공단에 오랜지꽃으로 장식된 웨딩드레스를 입은 이후 흰색은 웨딩드레스의 확고한 상징으로 자리를 잡게 되었다. 원래 세계의 모든 민족과 모든 문화에는 독자적인 결혼 의복이 있었지만, 서양 문화의 세계적 확산에 의해 웨딩 드레스가 넓게 보급되어, 종래의 예복을 입고 혼인하는 일이 드물어 졌다. 예를 들면, 동양에는 흰색은 죽음의 색을 의미했지만, 서양 문화의 유입과 함께, 대한민국은 물론 중화인민공화국, 일본, 중화민국 등에서도 순백의 웨딩 드레스가 선호되게 되어 있다.

## 웨딩드레스의 종류
21 세기 초에 시중에 나와있는 웨딩 드레스의 약 75 %가 민소매와 끈이없는 제품이다. 다른 신부들은 소매, 더 높은 목선, 덮힌 등이있는 더 겸손한 스타일을 선호한다. 오늘날 대부분의 웨딩 드레스는 레이스 업 백 또는 지퍼 백이 있다. 웨딩 드레스는 결혼식 유형에 따라 길거나 짧을 수도 있다. 많은 서양 의식 드레스는 기독교 의식 의상에서 파생된다. 그래서 피부 노출을 줄이는 것이 필요했다. 이러한 추세에 따라 민소매 또는 끈이없는 드레스는 종종 긴 흰색 장갑을 착용합니다.
| 명칭            | 설명 |                 |
| --------------- | --- | --------------- |
| A라인           | 알파벳의 A와 같이, 가슴 아래부터 직선적으로 옷자락이 퍼진 형태. | A라인           |
| 머메이드 라인   | 몸에 딱 달라붙은 드레스로, 무릎 부근으로부터 옷자락을 펼쳐져서 인어의 꼬리와 지느러미의 모습을 한 형태. | 머메이드 라인   |
| 프린세스 라인 1 | 상반신은 몸에 착 붙어서, 허리로부터 옷자락에 주름이 퍼진 형태이다. 이른바 「프린세스 드레스」형태라고 이렇게 불린다. | 프린세스 라인 1 |
| 프린세스 라인 2 | 허리에는 변함이 없고, 옷의 주름이 세로 방향으로 다트를 넣는 것처럼 신체 라인에 맞춘 형태이다. 스커트 부분은 플레어형이다. 영국의 에드워드 7세의 왕비가 황태자비 시절에 입었으므로 이렇게 불린다. 이 형태가 본래의 프린세스 라인이지만 요즈음은 초기의 프린세스 라인 형태를 프린세스 라인이라고 부르는 경우도 많다. | 프린세스 라인 2 |
| 슬렌더 라인     | 몸의 라인을 따라 가는 폭이 좁고 날씬한 드레스. 옷 자락이 좁고, 어른스러운 형태이다. | 슬렌더 라인     |
| 벨 라인         | 벨(종)이라고 하는 명칭 대로, 웨스트를 짜고 허리 둘레를 부풀린 형태. ※벨＆돔 라인이라고 호칭되기도 한다. | 벨 라인         |
| 엠파이어 라인   | 옷자락이 가슴아래부터 직선적으로 떨어지고 거의 퍼지지 않고, 그리스 신화의 여신이 착용하고 있는 하이 웨스트의 형태. 나폴레옹제정 시대에 유행했기 때문에 이렇게 불린다. | 엠파이어 라인   |
| 미니            | 미니드레스는 1960년 전후부터 발표되었지만, 1965년에 미니스커트가 나오면서 웨딩 드레스도 미니스커트화가 나타났다. | 미니            |

## 같이 보기
- 웨딩케이크